# Charles Lelong (archéologue)
Ne doit pas être confondu avec Charles Lelong (sportif).
Pour les articles homonymes, voir Lelong.
Charles Lelong, né le 22 juillet 1917 à Thiviers (Dordogne) et mort le 16 août 2003 à La Roche sur Yon en Vendée, est un archéologue et historien français.
Professeur agrégé d'histoire et de géographie au lycée Descartes à Tours puis maître-assistant à l'université François Rabelais de Tours il se consacre en parallèle à la conduite de chantiers de fouilles archéologiques sur de nombreux chantiers, dont deux édifices religieux martiniens majeurs de Touraine.

## Biographie

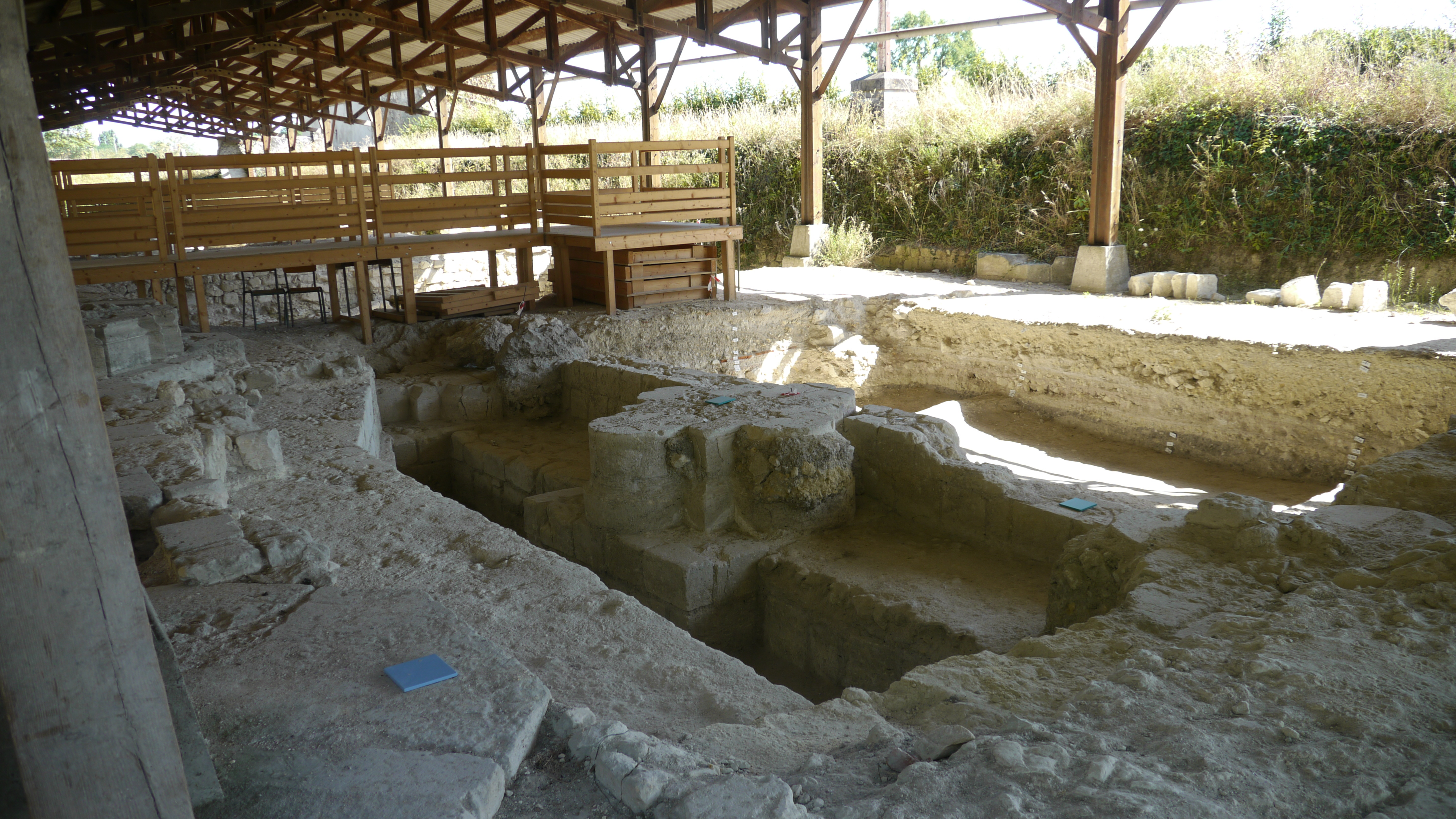
Chantier de fouilles des abbatiales de Marmoutier.

Charles Lelong naît le 22 juillet 1917 à Thiviers (Dordogne). Après un passage par l'école normale primaire de Périgueux et un stage au cours complémentaire de Nontron, il devient en 1938 élève de l'École normale supérieure de Fontenay-Saint-Cloud.
Prisonnier pendant la Seconde Guerre mondiale de 1940 à 1943, il s'engage dans la Résistance au sein des Francs-tireurs et partisans sous le pseudonyme de Gabriel, après son retour de captivité en  Prusse Orientale de juillet à novembre 1944. Professeur au lycée Jean-Baptiste-Say à Paris, il devient agrégé d'histoire et géographie en 1946 ; il arrive alors à Tours où il enseigne ces matières au lycée Descartes de Tours ; il est ensuite maître assistant en histoire de l'art et en archéologie à l'université François-Rabelais,.
En parallèle de ses activités d'enseignement, Charles Lelong se consacre à l'archéologie, avec de nombreux chantiers de fouilles en Touraine dont deux majeurs, la basilique Saint-Martin de Tours (1963-1973) mais surtout l'ancienne abbaye de Marmoutier (1976-1992) où il met, entre autres, en évidence la succession des églises abbatiales. Il organise plusieurs expositions sur l'histoire médiévale de la Touraine.
Charles Lelong meurt à La Roche sur Yon le 16 août 2003 à l'âge de 86 ans.

## Publications
- La Basilique Saint-Martin de Tours, Chambray, CLD, 1986, 233 p. (ISBN 2-85443-122-7).
- L'Abbaye de Marmoutier, Chambray-lès-Tours, CLD, 1989, 203 p. (ISBN 978-2-85443-163-6).

Des listes partielles de publications de Charles Lelong sont diffusées par la Société archéologique de Touraine et l'Académie de Touraine, la liste complète comportant 13 ouvrages et 92 articles.
L'importante documentation constituée par Charles Lelong au cours de ses études et travaux est conservée aux archives municipales de Tours, à la Société archéologique de Touraine et à la Société archéologique du Vendômois.

## Distinctions

### Décoration
- Croix de guerre 1939–1945 avec palme de bronze (une citation à l'ordre de la Nation) pour son action pendant le Seconde Guerre mondiale[11].

### Hommage
Huit ans après sa disparition, une allée est baptisée de son nom sur le site de l'abbaye de Marmoutier.